# District d'Angoulême
Le district d'Angoulême est une ancienne division territoriale française du département de la Charente de 1790 à 1795.
Il était composé des cantons d’Angoulême, Blanzac, Garat, Hierzac, Roullet, la Valette et Vars.